# Vudnivärri
Vudnivärri är en kulle i Finland. Den ligger i Utsjoki kommun i landskapet Lappland, i den norra delen av landet, 1 100 km norr om huvudstaden Helsingfors. Toppen på Vudnivärri är 330 meter över havet, eller 59 meter över den omgivande terrängen. Bredden vid basen är 4,4 km.
Terrängen runt Vudnivärri är huvudsakligen platt. Trakten runt Vudnivärri är nära nog obefolkad, med mindre än två invånare per kvadratkilometer. Det finns inga samhällen i närheten. Omgivningarna runt Vudnivärri är i huvudsak ett öppet busklandskap.